# New-York-City-Marathon 1988
Der New-York-City-Marathon 1988 war die 19. Ausgabe der jährlich stattfindenden Laufveranstaltung in New York City, Vereinigte Staaten. Der Marathon fand am 6. November 1988 statt.
Bei den Männern gewann Steve Jones in 2:08:20 h und bei den Frauen Grete Waitz in 2:28:07 h.

## Ergebnisse

### Männer
| Platz | Athlet              | Land                   | Zeit (h) |
| ----- | ------------------- | ---------------------- | -------- |
| 01    | Steve Jones         | Vereinigtes Königreich | 2:08:20  |
| 02    | Salvatore Bettiol   | Italien                | 2:11:41  |
| 03    | John Treacy         | Irland                 | 2:13:18  |
| 04    | Gidamis Shahanga    | Tansania               | 2:13:50  |
| 05    | Juan-Carlos Montero | Spanien                | 2:14:00  |
| 06    | Nikolay Tabak       | Sowjetunion            | 2:14:06  |
| 07    | Kazuyoshi Kudo      | Japan                  | 2:14:14  |
| 08    | Marcus Nenow        | Vereinigte Staaten     | 2:14:21  |
| 09    | Dereje Nedi         | Äthiopien              | 2:14:27  |
| 10    | Rustam Schagijew    | Sowjetunion            | 2:14:34  |

### Frauen
| Platz | Athletin          | Land               | Zeit (h) |
| ----- | ----------------- | ------------------ | -------- |
| 01    | Grete Waitz       | Norwegen           | 2:28:07  |
| 02    | Laura Fogli       | Italien            | 2:31:26  |
| 03    | Joan Samuelson    | Vereinigte Staaten | 2:32:40  |
| 04    | Karolina Szabó    | Ungarn             | 2:36:40  |
| 05    | Kerstin Preßler   | BR Deutschland     | 2:37:35  |
| 06    | Alevtina Chasova  | Sowjetunion        | 2:37:59  |
| 07    | Graziella Striuli | Italien            | 2:39:32  |
| 08    | Hazel Stewart     | Neuseeland         | 2:40:26  |
| 09    | Bente Moe         | Norwegen           | 2:40:41  |
| 10    | Tove Lorentzen    | Dänemark           | 2:41:07  |